# Физическая охрана
Физическая охрана — комплекс мер, направленных на обеспечение безопасности функционирования объекта, сохранности его материального имущества, защиту жизни и здоровья его персонала.
Физическая охрана объектов, как правило, начинается с проведения проверки объекта на предмет возможных рисков и угроз, путей их предотвращения и продумывание наиболее эффективной и рациональной системы обеспечения безопасности.
Физическая охрана объекта — осуществление безопасности и слежение за обстановкой на охраняемой территории при помощи непосредственного присутствия сотрудников охраны.
Физический стационарный пост охраны — размещается в наиболее оживленных местах населенных пунктов, где сконцентрировано большое количество коммерческих и социальных объектов. За каждым постом охраны закреплен мобильный экипаж (ГБР), который несёт круглосуточное дежурство и по сигналу тревоги выезжает на помощь клиентам.
Задачи физической охраны:
- Контроль пропускного режима[1]
- Досмотр автотранспорта
- Предотвращение краж и хищений

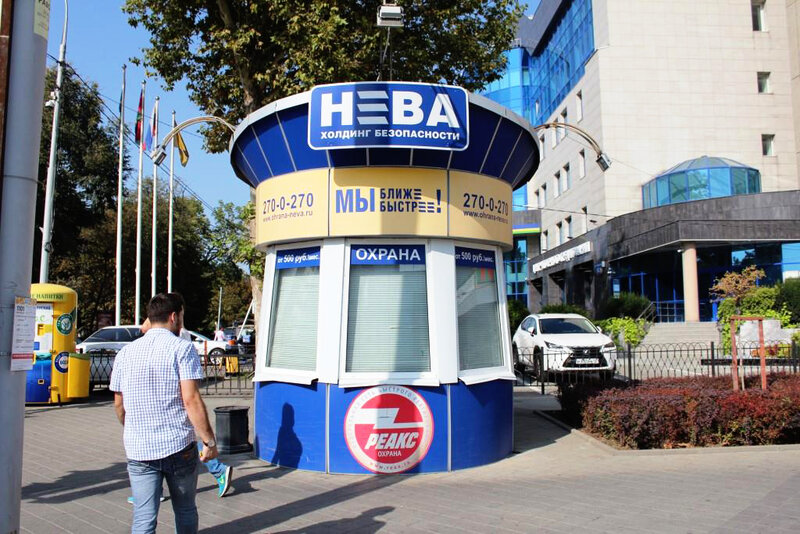
Физический стационарный пост охраны

- Обход объекта и прилегающей территории
- Мониторинг системы видеонаблюдения
- Контроль действий посетителей и сотрудников предприятия
- Охрана материальных ценностей, находящихся в свободном доступе
- Принятие первичных мер по устранению технических аварий и возгораний
- Предотвращение несанкционированного доступа
- Повышение и поддержание высокого статуса объекта/предприятия